# سونغ وون سيوك
سونغ وون سيوك هو ممثل وعارض أزياء كوري جنوبي في Starhaus Entertainment. إلى جانب ذلك ، بدأ حياته المهنية في التمثيل عام 2012 من خلال فيلم “Dancing Queen”.

## الملف الشخصي
ولد سونغ وون سيوك في 16 ديسمبر 1988 ، في سيول ، كوريا الجنوبية. يبلغ من العمر 33 عامًا وعلامة زودياك الخاصة به هي القوس.
يبلغ ارتفاعه 6 أقدام وبوصة (187 سم) ، لكن وزن جسمه لم يتم الكشف عنه بعد. علاوة على ذلك ، لم يكشف بعد عن مقاس حذائه ومقاسات جسمه. أيضًا ، لم يكشف عن فصيلة دمه وفصيلة MBTI حتى الآن.

## الحياة الشخصية
يتحدث عن حياة سونغ الشخصية ، فهو حاليًا أعزب ولا يواعد أي شخص. كما أنه لم يكشف عن أي من شؤونه أو علاقاته السابقة ، حتى لو كان لديه أي شيء.
علاوة على ذلك ، فإن معجبيه ومؤيديه غير معروفين أيضًا عن نوع الشريك الذي يبحث عنه لأن نوعه المثالي يظل بعيدًا عن الإنترنت ووسائل الإعلام. لذلك ، يمكننا أن نفترض أن Wonseok يريد إبقاء حياته الشخصية بعيدة عن الأضواء ، على الأقل في الوقت الحالي.

## بعض الحقائق الشيقة عن سونغ وون سيوك
- غالبًا ما ينشر صورًا لابن أخيه على Instagram.
- هوايته تشمل الصيد في البحر.
- كما أنه يمتلك كلبًا أليفًا لطيفًا.
- ظهر Song Won Seok و أهن هيو سيوب معًا في ثلاث أعمال درامية Business Proposal و My Father is Strange و Lovers of the Red Sky.